# Die andalusische Katze
Die andalusische Katze ist ein französischer Mittellangfilm von Gérald Hustache-Mathieu aus dem Jahr 2002.

## Handlung
Die 21-jährige Schwester Angèle, Nonne im Orden der Petites sœurs de la couronne d’épines, verkauft regelmäßig auf dem Dorfmarkt Honig des Klosters. Sie erhöht heimlich den Preis, um von dem Überschuss Kondome zu kaufen. Als der Kondomautomat eine Störung hat, hilft ihr der junge Paolo. Angèle benötigt die Kondome, um den letzten Wunsch der verstorbenen Künstlerin Rosa Maria Dolores zu erfüllen, die sie regelmäßig im Krankenhaus besucht hatte: Sie hatte ein Kunstwerk fast beendet, bei dem 48 blaue Abgüsse von Penissen einen roten Abguss einer Vagina umgeben sollten. Nur zwei Abgüsse von Penissen und der Vagina-Abguss fehlen noch. Nach einigem Zögern stimmte Angèle zu, die fehlenden Abgüsse herzustellen. Das erste Männermodell fand sie dabei noch in Rosas Unterlagen und auch der Abguss ist kein Problem, da Angèle die kleine Hütte der Künstlerin am Meer erhalten hat, die sie regelmäßig aufsucht und in der sie arbeitet.
Zwei Wochen nach ihrem ersten Zusammentreffen sieht Angèle Paolo auf dem Markt wieder und er kauft Honig bei ihr. Nach einigem Zögern fragt sie ihn, ob er ihr Modell stehen würde. Als er das Projekt kennenlernt, lehnt er ab. Angèle nimmt ihn mit zum Bienenstock und berichtet ihm von den Hintergründen des Kunstprojekts. Am Folgetag erscheint Paolo an der Hütte und stimmt zu, am Projekt mitzuwirken. Angèle stellt den Abguss her und in der intimen Situation küsst Paolo sie vorsichtig. Später badet er sich im Meer und Angèle bringt ihm ein Handtuch. Er schenkt ihr eine Muschel. Wenig später vollendet Angèle das Kunstprojekt, indem sie die Muschel rot färbt und als zentrales Stück in die Installation einbringt.
Einige Zeit später sieht man Angèle in normaler Kleidung. Sie streicht die Hütte. Paolo erscheint und hat eine Katze im Arm, die Angèle ihm gerührt abnimmt: Rosa hatte sich immer gewünscht, als Katze wiedergeboren zu werden.

## Produktion

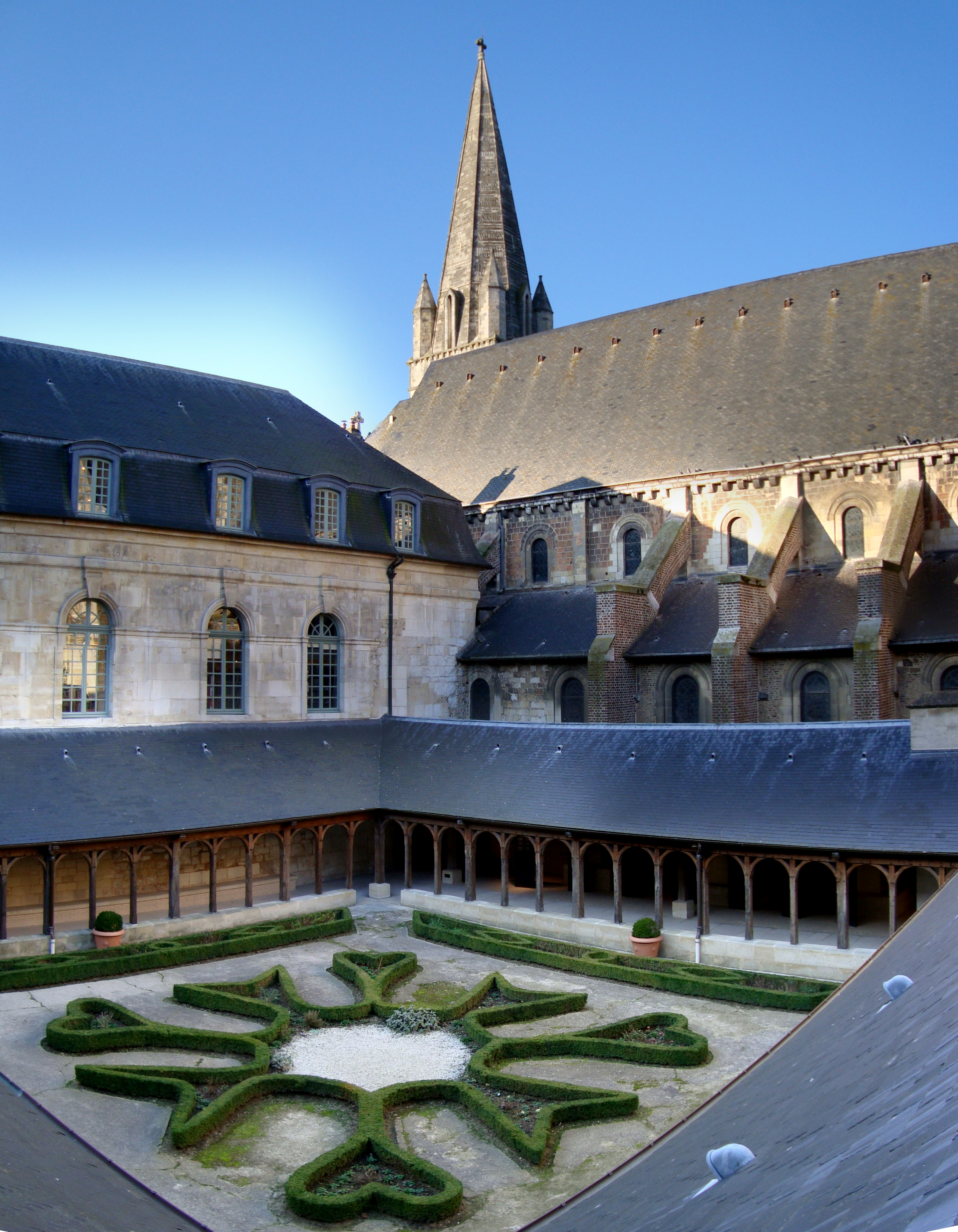
Abtei Montivilliers, ein Drehort des Films

Die andalusische Katze war nach dem Kurzfilm Peau de vache der zweite Film, bei dem Gérald Hustache-Mathieu Regie führte. Wie bereits in seinem Filmdebüt besetzte er auch in seinem zweiten Film Sophie Quinton in der Hauptrolle. Die Kostüme schuf Sophie Schaal, die Filmbauten stammten von Moundji Gaceb Couture.
Der Film wurde im Oktober 2001 unter anderem auf dem Markt von Pont-Audemer gedreht. Weitere Drehorte waren Sotteville-sur-Mer, Varengeville-sur-Mer und Saint-Aubin-sur-Mer. Die Dreharbeiten im Krankenhaus fanden im Centre Hospitalier Intercommunal Robert Ballanger in Aulnay-sous-Bois statt, die Szenen im Kloster wurden in der Abtei Montivilliers gedreht.
Im Film sind verschiedene Musikstücke zu hören:
- Mahmoud Bayram Al Tounsi, Zakaria Ahmad – Ana Fe Intezarak
- Morsi Gamil Aziz, Baligh Hamdi – Alf Leila We Leila
- Zakir Hussain – Nomads

Der Film wurde im Rahmen der Internationalen Filmfestspiele von Venedig uraufgeführt, die vom 29. August bis 8. September 2002 liefen. Weitere Festivalaufführungen folgten, so im März 2003 die Aufführung beim 
Festival du film francophone Wien. Im November 2003 wurde der Film im Rahmen des Internationalen Filmfestivals Mannheim-Heidelberg auch in Deutschland gezeigt. ARTE strahlte den Film unter anderem am 12. August 2005 im Rahmen der Sendung Kurzschluss im deutschen Fernsehen aus.

## Auszeichnungen
Die andalusische Katze wurde 2002 auf dem Festival européen du film court de Brest mit dem Publikumspreis ausgezeichnet. Auf dem Festival du Court-Métrage de Clermont-Ferrand gewann Die andalusische Katze 2003 den Publikumspreis im nationalen Wettbewerb, den Prix Attention Talent Fnac sowie den Preis der Presse im nationalen Wettbewerb. Die andalusische Katze wurde 2004 für einen César in der Kategorie Bester Kurzfilm nominiert.